# Jan Horáček
Jan Horáček (26. listopadu 1919 Roztoky u Jilemnice – 6. listopadu 1951 Pankrácká věznice, Praha) byl český vězeňský dozorce pomáhající politickým vězňům v plzeňské borské věznici. V roce 1951 byl v politickém procesu odsouzen k trestu smrti za trestný čin vyzvědačství a krátce nato popraven v Praze na Pankráci.

## Životopis

### Do roku 1947
Narodil se 26. listopadu 1919 v Roztokách u Jilemnice. Ještě před vypuknutím druhé světové války pracoval na rodinném hospodářství. K vládnímu vojsku nastoupil v říjnu 1941 a v rámci tohoto služebního závazku byl v letech 1944 až 1945 nasazen v Itálii. Po skončení druhé světové války působil v období let 1945 až 1947 v poválečné Československé armádě.

### Ve Sboru uniformované vězeňské stráže

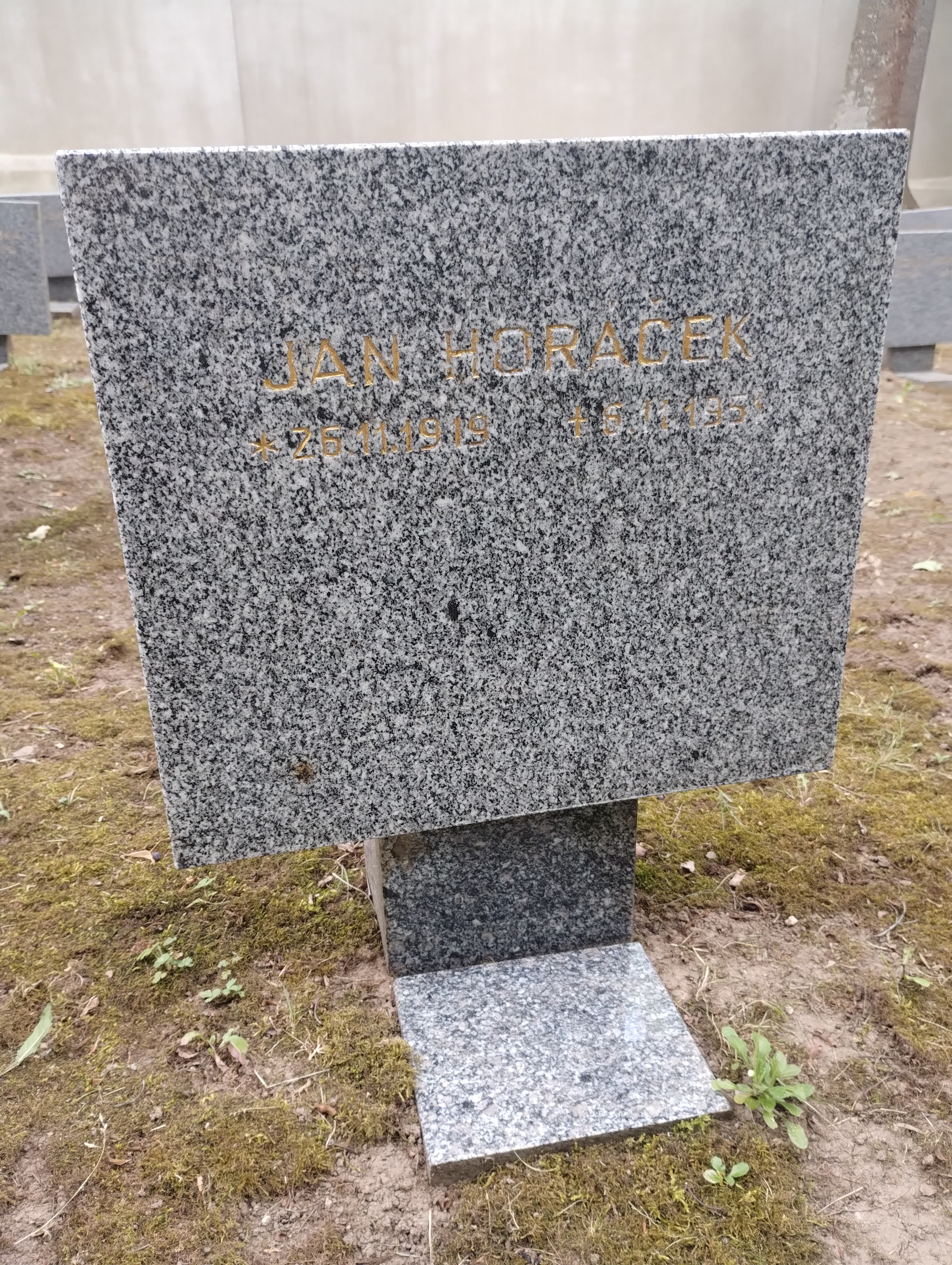
Symbolický náhrobek Jana Horáčka na Čestném pohřebišti v Ďáblicích

U Sboru uniformované vězeňské stráže (SVS) sloužil od července 1947 do léta roku 1949, a to nejprve ve věznici ve Valdicích. V červenci 1949 nastoupil jako dozorce do věznice Plzeň–Bory. Během svého působení ve věznici Plzeň–Bory začal pomáhat tamním politickým vězňům. Mezi různé akce na podporu politických vězňů patřilo například vynášení motáků (ilegálních zpráv), jimiž zprostředkovával spojení uvězněných osob s jejich blízkými rodinnými příslušníky. Tímto způsobem se například dostala ven z věznice prohlášení, jejichž autorem byl vězněný bývalý rozhlasový redaktor Zdeněk Mančal. V těchto zprávách popisoval Z. Mančal život ve věznici i výslechové metody státní bezpečnosti (StB). Janu Horáčkovi se v jiném případě podařilo z borské věznice ilegálně vynést zprávy od dalších třech politických vězňů, kteří byli odsouzeni k trestu smrti v rámci tzv. Prokešova puče (za vlastizradu odsouzený Květoslav Prokeš, za stejný delikt odsouzený Dr. Jaroslav Borkovec, za údajnou přípravu protikomunistického převratu odsouzený důstojník Vratislav Janda). Tyto zprávy politického charakteru byly primárně určeny pro zahraniční rozhlasové stanice a jedna z nich skutečně doputovala na francouzské, některé další zase na britské velvyslanectví.

### Zatčení, soud, ...
Po necelých dvou měsících (15. září 1949) byl Jan Horáček nicméně zatčen, když se opakovaně sešel s domnělým spolupracovníkem vězněného Františka Čermáka. Ve skutečnosti však byl údajný spolupracovník agent (konfident) Státní bezpečnosti. Za vyzvědačství tak byl Jan Horáček v soudním politickém procesu dne 27. července 1951 odsouzen k trestu smrti pro vyzvědačství. Popraven byl 6. listopadu 1951 v pankrácké věznici za přítomnosti jednotky příslušníků SVS z nástupní školy v Řepích.

### Po Sametové revoluci
- Jan Horáček byl rehabilitován po Sametové revoluci v roce 1991. Ve vstupním vestibulu budovy Obecního úřadu jeho rodné obce Roztoky u Jilemnice 240 byla v roce 1993 instalována pamětní deska s následujícím textem: K UCTĚNÍ PAMÁTKY / POPRAVENÉHO / KOMUNISTICKÝM REŽIMEM // JAN HORÁČEK // NAROZEN 26.2.1919 / V ROZTOKÁCH / POPRAVEN 6.11.1951.[7]
- Jméno Jana Horáčka je uvedeno na pamětní desce popravených ve vstupním prostoru věznice Pankrác.[8]

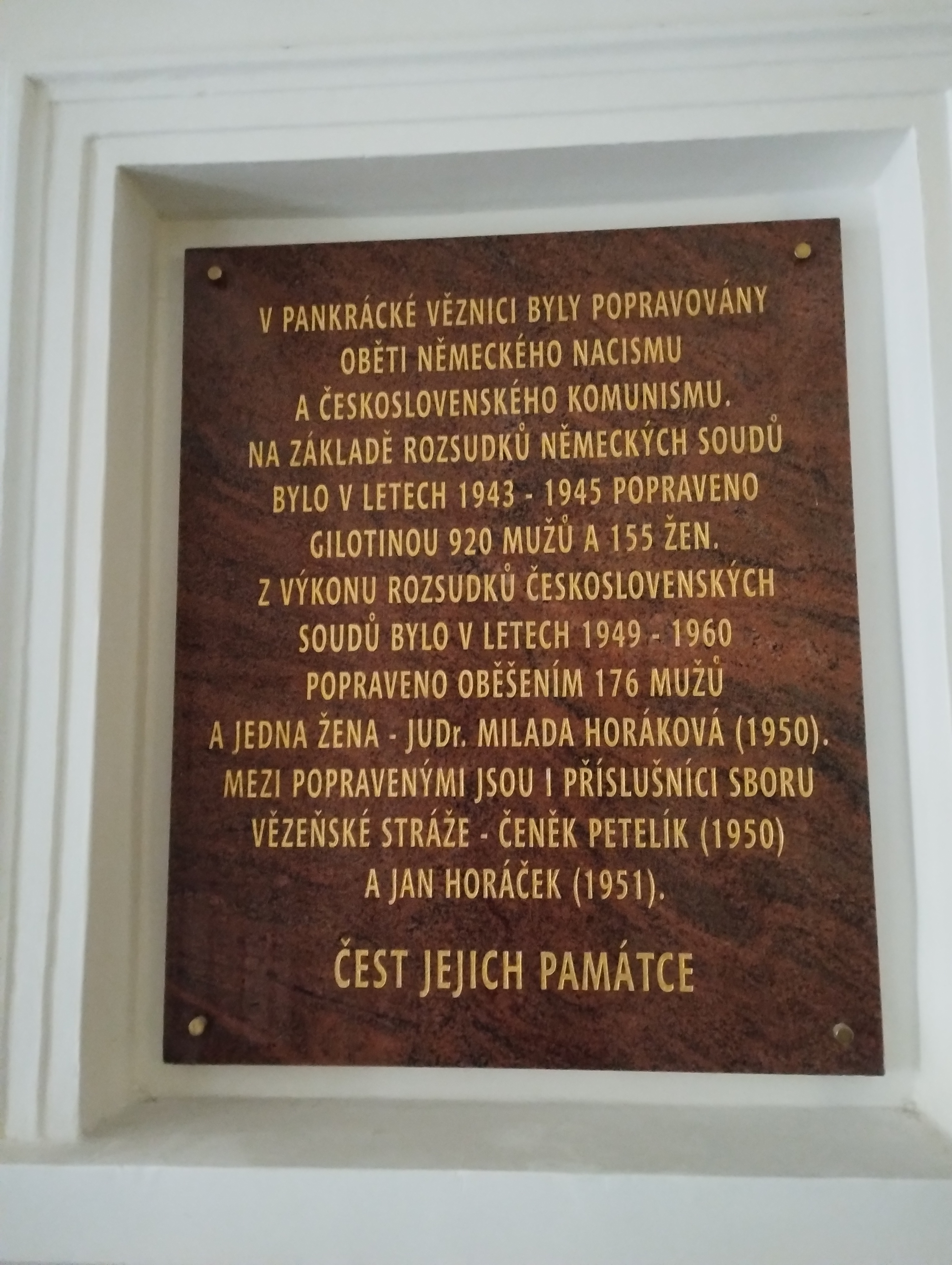
Pamětní deska popravených ve vstupním prostoru věznice Pankrác se jménem Jana Horáčka